# 열우물경기장
열우물경기장은 인천광역시 부평구 열우물로 164에 위치한 다목적 경기장이다.
이 곳은 2014년 아시안 게임 개최 목적으로 지어졌다. 가칭 '십정경기장'으로 불리다가 십정동의 옛 지명인 '열우물'을 사용하게 되었다. 2014년 아시안 게임에서는 '열우물 테니스·스쿼시 경기장'(Yeorumul Tennis·Squash Courts)으로 불리며 테니스, 스쿼시, 정구 대회를 치렀다.
구성은 지상에 테니스 코트가. 건물 내에는 스쿼시장, 수영장, 헬스장이 존재한다. 인천광역시체육회가 운영하며, 아시안게임 이후 에도 2014년 국제테니스연맹 인천 국제여자 챌린저대회, 2016년 제12회 대한체육회장배 전국 스쿼시 선수권대회 등 여러 테니스와 스쿼시 대회를 치르고 있다. 수익 사업으로 시민들을 위한 수영, 아쿠아로빅, 헬스, 테니스, 스쿼시 강습을 진행하며, 시설물 대관 신청이 가능하다.

## 주요 개최 경기
- 2014년 아시안 게임 테니스 / 스쿼시 / 정구